# Дървостой
Дървостоят е основната съставна част на гората и представлява съвкупността от дърветата в гората. Храстите и тревната покривка не се включват като част от дървостоя, а са част от другите съставни растителни части на гората: подгон, подлес, подраст, жива почвена покривка или извънетажна растителност.
В дървостоя се отличават:
- главен дървесен вид (видове) – дървесният вид, който при съответните екологични и икономически условия е най-подходящ за отглеждане;
- второстепенен дървесен вид (видове) – който при същите условия няма необходимото стопанско значение.[1]

## Състав на дървостоя
В зависимост от какви дървесни видове е съставен дървостоят, насажденията биват чисти или смесени. Чистите насаждения са тези, в които има дървета само от един дървесен вид или дървета от други видове в обем (запас) не повече от 5% от обема на цялото насаждение. Съставът на насаждението се определя чрез таксационни измервания, изчисления или окомерно.

## Етажност
Основен признак, характеризиращ вертикалния строеж на дървостоя, е фóрмата (още: етажност) на насаждението. Под „етаж“ се разбира частта от дървостоя, чийто корони са разположени приблизително на една и съща височина от земята. По своята форма горските насаждения биват:
- прости (едноетажни) – насаждения, в които по-голямата част от короните на дърветата заемат един и същ въздушен слой, при допустима разлика от 10 – 15% от височините на дърветата;
- сложни (двуетажни) – насаждения, при които короните на дърветата образуват отделни етажи (склопове), като най-високият етаж се приема за първи, и за всеки етаж са изпълнени следните условия:
  - височината на дърветата от долните етажи не надхвърля половината от височината на дърветата от горния етаж;
  - дърветата в етажа формират склопеност (т.е. степен на доближаване на короните на дърветата) над 0,3.

Примери за сложни смесени насаждения са двуетажните борови-смърчови гори. Не е задължително сложните насаждения да се състоят от два дървесни вида: възможно е и да се състоят само от един дървесен вид, екземплярите от който са на различна възраст. Най-често двуетажните насаждения са смесени, като първият етаж е от светлолюбив вид, а вторият – от сенкоиздръжлив дървесен вид.
На територията на България сложните по форма насаждения са двуетажни, докато в тропическите гори могат да се опишат до пет различни дървесни етажа.